# Garcihernández
Garcihernández es un municipio y localidad española de la provincia de Salamanca, en la comunidad autónoma de Castilla y León. Se integra dentro de la comarca de la Tierra de Alba. Pertenece al partido judicial de Salamanca y a la Mancomunidad Tierras del Tormes.
Además de la propia Garcihernández, su municipio está formado por las localidades de El Pardo, Garcihernández, La Lurda, Jemingómez, Matamala, La Cida, La Granja y Azud de Villagonzalo, las tres últimas despobladas. Ocupa una superficie total de 47,59 km² y, según los datos demográficos recogidos en el padrón municipal elaborado por el INE, cuenta con una población de 411 habitantes (INE 2024).

## Geografía
El río Gamo nace en las dehesas de la Sierra de Villanueva, en Villanueva del Campillo (Ávila) a unos 1560msnm, y desemboca en el río Almar, a unos 800 m s. n. m., y este, dos kilómetros más abajo, en el Tormes, a algo más de 3 km al norte del azud de Villagonzalo, en Villagonzalo de Tormes (Salamanca). Tiene algo más de 53 kilómetros de longitud.
Pasa por las poblaciones de Villanueva del Campillo, Rivillas de la Cañada, término de San Miguel de Serrezuela, Alaraz, Campillo y Melardos, Gajates, Valeros, Galleguillos, Pedrosillo de Alba, Bebimbre, La Lurda y Garcihernández.
Sus afluentes más importantes, de sur a norte, son: el arroyo de la Cañada, el río Agudín, el arroyo Pardo y el río Cano.
Está comunicada con Alba de Tormes y Peñaranda de Bracamonte por la carretera provincial SA-114 y con Encinas de Abajo a través de la llamada carretera de La Serna. La SA-114 está trazada sobre una vía pecuaria que parte de Alba de Tormes y llega a Peñaranda de Bracamonte. Este hecho es muy común en muchos lugares de España.

## Historia
Los primeros vestigios de poblamiento humano en el municipio se remontan a la época prerromana, habiéndose documentado la presencia de los vetones en el yacimiento de La Cuesta de Santa Ana, mientras que de época romana se ha podido documentar, en el paraje de La Serna, la existencia de una villa romana.
No obstante, la fundación de Garcihernández como localidad se remonta a la repoblación efectuada por los reyes de León en la Edad Media, quedando integrado en la jurisdicción de Alba de Tormes, dentro del Reino de León, denominándose en el siglo XIII Garci Fernández.
Uno de los acontecimientos más importantes acaecidos en Garcihenández sucedió el del 23 de julio de 1812, dentro de la guerra de la Independencia española, un día después de la batalla de los Arapiles. Un enfrentamiento entre tropas francesas y alemanas resultó en la (poco común) destrucción de un cuadro de infantería por una carga de caballería.
El 23 de julio de 1812, las tropas francesas derrotadas en los campos de Los Arapiles se retiraban por Alba de Tormes en dirección hacia Peñaranda. A pocos kilómetros de Alba, a las afueras de la población de Garcihernández, los Dragones de la King's German Legion alcanzaron a los regimientos franceses que iban en retaguardia. La infantería francesa formó en cuadros para protegerse de la caballería, pero una montura desbocada, al haber sido derribado su jinete, chocó contra uno de los cuadros, con lo que se abrió una brecha en el mismo por la que pudieron penetrar los jinetes alemanes. Los infantes franceses terminaron desbandados y se convirtieron en presa fácil para una tropa montada. Este episodio fue una de las raras ocasiones en las que la caballería lograba romper un cuadro de infantería. Cien años después, en la Primera Guerra Mundial, algunas unidades de caballería alemanas, herederas de la que combatió en la guerra peninsular bajo bandera británica, llevaban grabado en sus cascos el "honor de batalla" de “Garcihernández”. Fue este un hecho de armas que llevó el nombre de un pequeño pueblo salmantino desde los diarios de los soldados de la época napoleónica a las trincheras de la Primera Guerra Mundial. Pero no solo esto, pues la carga de Garcihernández también mereció un lienzo pintado por el artista alemán Adolf Northen (1828-1876), de cuya existencia no había tenido noticia hasta que José Marcos me lo mostró ayer durante nuestra excursión al Sitio Histórico de Los Arapiles. José lo encontró reproducido en blanco y negro navegando por Internet y no hemos sido capaces de encontrarlo reproducido en color. Es posible que se conserve en un museo en Hannover con el que estoy intentando ponerme en contacto para ver si me pueden proporcionar más información al respecto, ya os contaré si tengo éxito en estas pesquisas.
La mejor narración de la carga de Garcihernández la podéis encontrar en la History of the King's German Legion de N. Ludlow Beamish, publicada por Naval&Military Press en el año 1997.
No obstante, os la intento contar con más detalle a continuación:
Lo cierto es que la caballería de Wellington nunca tuvo muy buena prensa con respecto a su actuación en la península ibérica. Sin embargo, en la batalla de Los Arapiles las cosas fueron muy diferentes a como habían acontecido anteriormente, ya que la caballería británica, concretamente la brigada de dragones pesados del general Le Marchant, combatió bravamente, contribuyendo en gran parte a la completa destrucción del centro del ejército francés. Además, el 23 de julio de 1812, se produjo un acontecimiento inusual en el pueblo salmantino de Garcihernández, siendo tal que los dragones de la Legión Alemana del Rey lograron romper tres cuadros defensivos formados por la infantería francesa.
El mayor parte ejército francés se retiró del campo de batalla de los Arapiles atravesando el frondoso bosque de encinas al sur del Arapil Grande y luego el puente de Alba de Tormes, que le conducía camino de Peñaranda, para así huir finalmente hacia Valladolid y Burgos. Pero la división del general Foy no siguió esa ruta, puesto que se retiró avanzando hacia el este desde Calvarrasa de Arriba, cruzando el Tormes por el vado de Villagonzalo y convirtiéndose en la cola de la gran columna que formaba el ejército en retirada del mariscal Marmont.

Mapa de la batalla

Antes del amanecer del 23 de julio la brigada del major-general von Bock, compuesta por el 1.º y el 2.º de Dragones de la Legión Alemana del Rey (King's German Legion), recibió órdenes de levantar su vivac en Pelabravo y disponerse a iniciar la persecución del enemigo en retirada. La brigada alemana cruzó el Tormes por Encinas de Abajo para terminar uniéndose a la brigada de caballería ligera del mayor-general Anson en la carretera que discurre entre Alba de Tormes y Peñaranda.
Las brigadas de Anson y von Bock alcanzaron a la retaguardia francesa en el pequeño pueblo de Garcihernández. Las tropas en la retaguardia francesa eran las de la Primera división de Foy, que el día anterior habían combatido en los altos de la ermita de Nuestra Señora de la Peña, en Calvarrasa de Arriba. Con ellas estaban la caballería ligera del general Curto y una batería de artillería. Cuando aparecieron los hombres de Anson, los jinetes franceses al mando de Curto se detuvieron en una posición al este de Garcihernández, mientras que la infantería se disponía a continuar con su retirada por el camino de Peñaranda. Anson recibió órdenes directas de Wellington de atacar inmediatamente con dos escuadrones, uno del 11.º y el otro del 16.º de dragones ligeros.
Los dragones ligeros británicos formaron en línea para iniciar la carga y a ellos se les unieron los escuadrones más avanzados de la brigada de von Bock de la Legión Alemana del Rey. La caballería de Curto huyó ante la presencia de la caballería aliada y el 1.º de dragones pesados de la LAR fue el primero en lanzarse en su persecución. El primer escuadrón (120 hombres), al mando de capitán von der Decken, avanzaba hacia la caballería enemiga cuando, de repente, se vio sorprendido por una descarga de fusilería que afectó sobre todo a su flanco izquierdo y proveniente de un cuadro formado por un batallón del 76.º regimiento de infantería de línea francesa. Aun herido, el capitán von der Decken inició la carga contra la infantería francesa. Una segunda descarga de fusilería hirió de muerte al bravo capitán, pero su compañero el capitán von Usslar Greichen se hizo cargo inmediatamente del mando. De forma casual, lo que en principio debía haber terminado con el rechazo de la carga de la caballería alemana, se convirtió en la causa de la destrucción del cuadro francés, ya que un caballo desbocado y sin jinete de uno de los dragones alemanes se precipitó violentamente contra el cuadro francés, llevándose por delante todo lo que encontró a su paso. El resultado fue que se abrió un hueco en el cuadro francés, correspondiente al espacio ocupado por ocho hombres, por el cual los dragones alemanes pudieron penetrar en el cuadro y ensañarse con la infantería enemiga empleando sus temibles espadas largas de hoja recta. El cuadro francés se convirtió en un caos de hombres que caían con terribles heridas o tiraban sus armas para rendirse.
El resto de escuadrones de dragones alemanes pasó de largo frente a esta dantesca escena y se dispuso a cargar contra los dos batallones franceses del 6.º de infantería ligera, que estaban intentando alcanzar unas alturas que se elevan sobre el camino a Peñaranda. El segundo escuadrón del 1.º de dragones de la Legión Alemana del rey estaba comandado por el capitán von Reizenstein, que dirigió a sus hombres contra el batallón más retrasado del 6.º de ligera, todavía a cierta distancia de las alturas nombradas anteriormente. Mientras el batallón francés se esforzaba por llegar al punto más alto, dos de sus compañías, comandadas por el capitán Philippe, se dieron la vuelta y abrieron fuego contra los dragones alemanes. Los hombres de von Reizenstein no se detuvieron y, cuando alcanzaron a los franceses, repartieron sablazos a diestro y siniestro. Los alemanes acabaron con el batallón francés, pero la resistencia que este último había ofrecido permitió a un buen número de infantes alcanzar las alturas, donde se reunieron con el segundo batallón del 6.º de ligera, que se había posicionado sobre el punto más alto apenas unos minutos antes. Así las cosas, el 6.º de ligera confiaba en recibir la ayuda de un escuadrón de jinetes de Curto pero, una vez más, la caballería francesa huyó abandonando a su suerte a sus camaradas de a pie.
El 6.º de ligera formó un cuadro muy precario que, desde luego, no aguantó la carga del 2.º regimiento de dragones de la Legión Alemana de Rey. El cuadro se disolvió en un instante, cientos de hombres tiraron sus fusiles y otros huyeron alcanzando la protección de cuatro batallones del 39.º y 69.º de Línea, que estaban formando en cuadro más al este, junto a la carretera que lleva a Peñaranda. El mismo general Foy, que comandaba la retaguardia francesa, se encontraba protegido en uno de esos cuadros.
El combate de Garcihernández duró unos cuarenta minutos, pero en un período de tiempo tan corto se libró uno los ataques más famosos de las guerras napoleónicas. Los dragones alemanes perdieron 120 hombres, contando muertos y heridos, de los 700 que participaron en la acción, pero capturaron unos 1100 prisioneros entre los franceses que se retiraban.
El informe que Wellington envió al gobierno británico dando cuenta de la hazaña llevada a cabo por los dragones de la KGL hizo que todos los oficiales de ese cuerpo, que hasta ese momento tenían rango interino en el ejército británico, adquirieran un grado y un empleo permanente. Además, cuando Wellington entró triunfante en Madrid el 12 de agosto de 1812, los dragones de la KGL marcharon en un lugar de honor al frente de la columna, reconociéndoles de este modo los servicios prestados ese 23 de julio de 1812, gracias a los cuales el nombre del pequeño pueblo salmantino de Garcihernández se hizo famoso en las calles de Londres.
Copla de los pueblos Salmantinos recopilada por D. Dámaso Ledesma, autor del Cancionero Salmantino:
En Garcihernandez los mozos

acostumbran ir a la taberna,

algunos echan á cuartilla,

otros á cuartilla y media,

y al que no tiene anguarina 

le fio la tabernera,

menos al majo del Pelón 

que bebió la carga entera.
Con la creación de las actuales provincias en 1833, Garcihernández quedó encuadrado en la provincia de Salamanca, dentro de la Región Leonesa, formando parte del partido judicial de Alba de Tormes hasta la desaparición de este y su integración en el de Salamanca.

## Geografía humana

### Demografía
Cuenta con una población de 411 habitantes (INE 2024).
| Gráfica de evolución demográfica de Garcihernández entre 1842 y 2021 |
| |
| Población de derecho según los censos de población del INE. Población de hecho según los censos de población del INE.En este Censo se denominaba Garci Hernández: 1842. Entre el Censo de 1857 y el anterior, crece el término del municipio porque incorpora a 375025 (Lurda). |

### Núcleos de población
El municipio se divide en varios núcleos de población, que poseían la siguiente población en 2015 según el INE.
| Núcleo de población  | Población |
| -------------------- | --------- |
| Garcihernández       | 426       |
| La Lurda             | 43        |
| Jemingómez           | 11        |
| Matamala             | 10        |
| El Pardo             | 1         |
| Azud de Villagonzalo | 0         |
| La Cida              | 0         |
| La Granja            | 0         |

## Administración y política

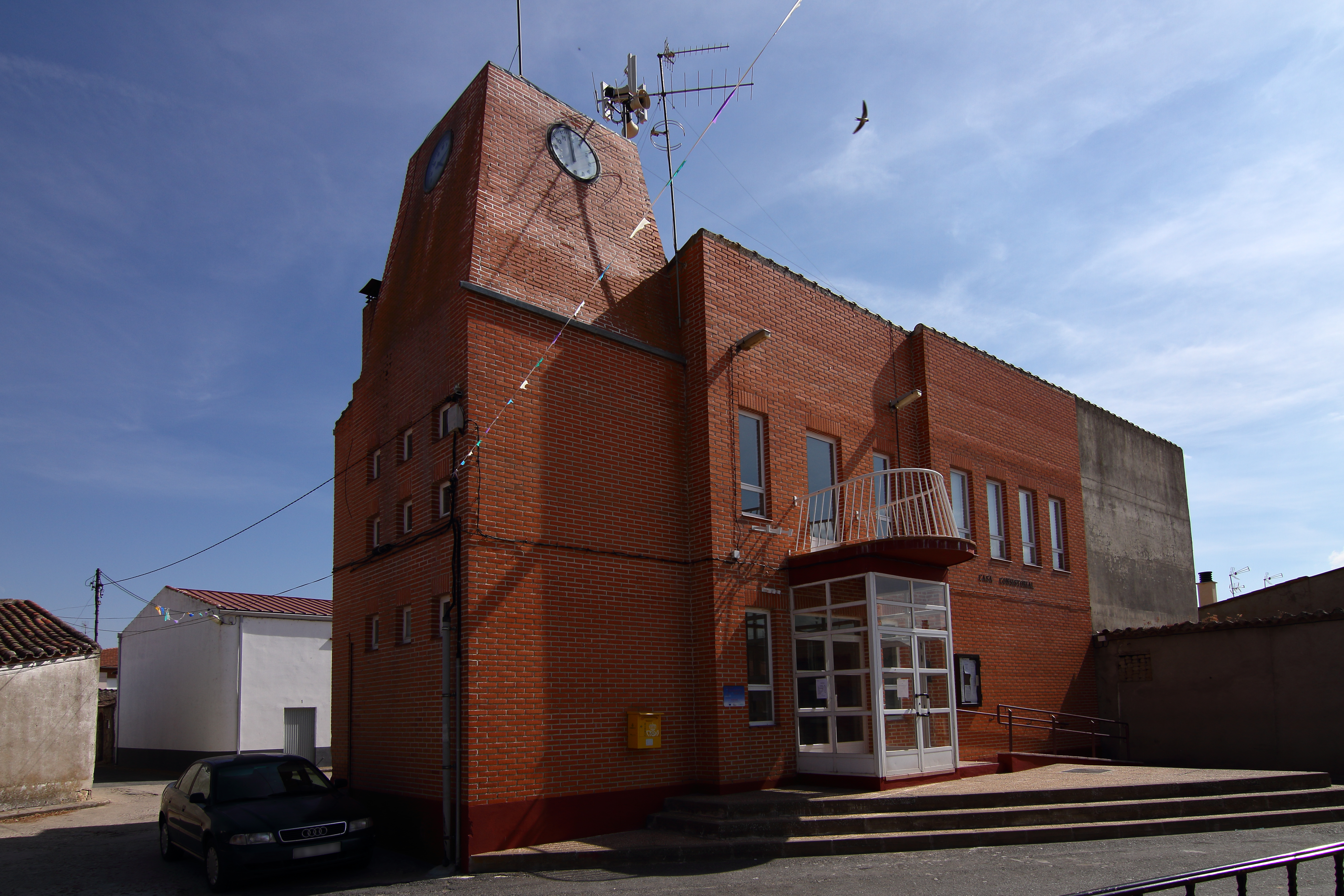
Casa consistorial

| Partido político                         | 2019  | 2019  | 2019       | 2015  | 2015  | 2015       | 2011  | 2011  | 2011       | 2007  | 2007  | 2007       | 2003  | 2003  | 2003       |
| Partido político                         | %     | Votos | Concejales | %     | Votos | Concejales | %     | Votos | Concejales | %     | Votos | Concejales | %     | Votos | Concejales |
| Partido Popular (PP)                     | 68,69 | 226   | 5          | 55,20 | 191   | 4          | 47,97 | 189   | 3          | 68,96 | 271   | 5          | 27,85 | 127   | 2          |
| Partido Socialista Obrero Español (PSOE) | 29,48 | 97    | 2          | 41,33 | 143   | 3          | 14,97 | 59    | 1          | 3,31  | 13    | 0          | 17,32 | 79    | 1          |
| Izquierda Unida (IU-CyL)                 | —     | —     | —          | —     | —     | —          | —     | —     | —          | 26,97 | 106   | 2          | —     | —     | —          |
| Coalición SI por Salamanca (SI)          | —     | —     | —          | —     | —     | —          | 36,80 | 145   | 3          | —     | —     | —          | —     | —     | —          |
| Unión del Pueblo Salmantino (UPSa)       | —     | —     | —          | —     | —     | —          | —     | —     | —          | —     | —     | —          | 53,51 | 244   | 4          |

## Cultura

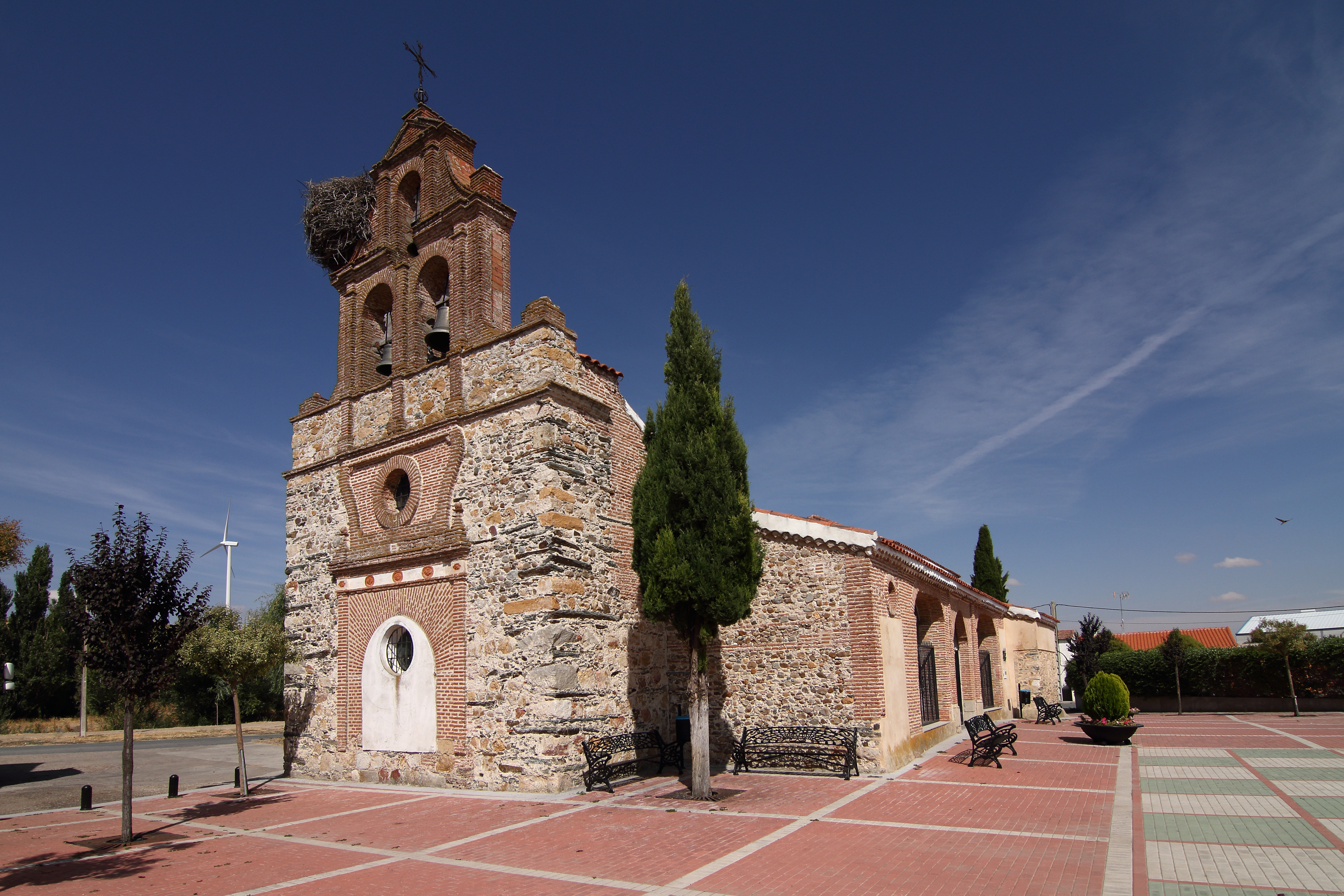
Iglesia de San Juan Bautista

La parroquia local, bajo la advocación de San Juan Bautista, es de estilo mudéjar reformada. Sus fiestas patronales son en honor al patrón del municipio San Juan Bautista el 24 de junio y a San Blas, el 3 de febrero.